# Distrito de Brujas
El Distrito de Brujas (en neerlandés: Arrondissement Brugge; en francés: Arrondissement de Bruges) es uno de los ocho distritos de la Provincia de Flandes Occidental, Bélgica.
Posee la doble condición de distrito judicial y administrativo. El distrito judicial de Brujas también incluye a todos los municipios del Distrito de Ostende y a gran parte de los del Distrito de Tielt, así como el municipio de Lichtervelde, perteneciente al Distrito de Roeselare.

## Historia
El Distrito de Brujas fue creado en 1800. Originalmente comprendía los cantones de Ardooie, Brujas, Gistel, Ostende, Ruiselede, Tielt y Torhout. En 1818, perdió más de la mitad de su territorio, al ser creados los Arrondissement!distritos de Ostende, Roeselare, Tielt y Torhout. 

## Lista de municipios
- Beernem
- Blankenberge
- Brujas
- Damme
- Jabbeke
- Knokke-Heist
- Oostkamp
- Torhout
- Zedelgem
- Zuienkerke

- Datos: Q91045